# Eystanfyri Herðablaðið
Eystanfyri Herðablaðið è un rilievo alto 605 metri sul mare situata sull'isola di Suðuroy, situata nell'arcipelago delle Isole Fær Øer, in Danimarca.